# Греко-римская борьба на летних Олимпийских играх 1932 — до 79 кг
Соревнования по греко-римской борьбе в рамках Олимпийских игр 1932 года в среднем весе (до 79 килограммов) прошли в Лос-Анджелесе с 4 по 7 августа 1932 года в Grand Olympic Auditorium.
Турнир проводился по системе с начислением штрафных баллов. За чистую победу штрафные баллы не начислялись, за победу по очкам борец получал один штрафной балл, за поражение — три штрафных балла. Борец, набравший пять штрафных баллов, из турнира выбывал.  Тот круг, в котором число оставшихся борцов становилось меньше или равно количеству призовых мест, объявлялся финальным, и борцы, вышедшие в финал, проводили встречи между собой. В случае, если они уже встречались в предварительных встречах, такие результаты зачитывались. Схватка по регламенту турнира продолжалась 20 минут.
В среднем весе боролись всего 4 участника, а после первого круга, когда потерпевший поражение Эмиль Пуальве отказался от продолжения соревнований, осталось и вовсе три участника. Фаворитом был Вяйнё Коккинен, действующий олимпийский чемпион, победивший в трёх встречах. Второе место занял Аксель Кадье, который благодаря отказу Пуальве второй круг пропускал и не получил штрафных баллов. На третьем место остался Еан Фёльдеак, причём победивший Кадье в первом круге.

## Призовые места
- Вяйнё Коккинен
- Аксель Кадье
- Еан Фёльдеак

## Первый круг
| Штрафных баллов | Участник 1     | Результат | Участник 2     | Штрафных баллов |
| --------------- | -------------- | --------- | -------------- | --------------- |
| 1               | Вяйнё Коккинен | По очкам  | Эмиль Пуальве¹ | 3               |
| 1               | Еан Фёльдеак   | По очкам  | Аксель Кадье   | 3               |

¹ Снялся с соревнований

## Второй круг
| Штрафных баллов | Участник 1     | Результат | Участник 2   | Штрафных баллов |
| --------------- | -------------- | --------- | ------------ | --------------- |
| 2               | Вяйнё Коккинен | По очкам  | Еан Фёльдеак | 4               |
| 3               | Аксель Кадье   | Пропускал |              |                 |

## Финал
| Штрафных баллов | Участник 1     | Результат    | Участник 2   | Штрафных баллов |
| --------------- | -------------- | ------------ | ------------ | --------------- |
|                 | Вяйнё Коккинен | Туше (18:55) | Аксель Кадье |                 |